# Kornisi
Kornisi, též Znaur (gruzínsky ყორნისი, Kornisi, osetsky Знауыр, Znaur) je sídlo městského typu v Gruzii, na území většinou světa neuznané Republice Jižní Osetii. Nachází se 25 km západně od Cchinvali.
Původně se sídlo jmenovalo Okona, za sovětské éry bylo roku 1933 přejmenováno na Znaur po osetském revolucionáři Znauru Ajdarovovi. Roku 1991 přejmenovaly gruzínské úřady sídlo na Kornisi, což osetskými separatisty nebylo respektováno.
Podle gruzínského administrativního dělení náleží k okresu Kareli. Podle neuznané Jižní Osetie je Kornisi správním centrem Znaurského rajonu.
Průmysl dřevozpracující.

## Obyvatelstvo
| Rok  | Počet obyvatel |
| ---- | -------------- |
| 1989 | 755            |
| 2007 | 800 (odhad)    |
| 2009 | 500 (odhad)    |

V souvislosti s válkou v létě 2008 uprchlo asi 300 místních obyvatel gruzínské národnosti do gruzínského vnitrozemí. Po obsazení obce Ruskou armádou byla část opuštěných domů vypálena.